# Оленди (гміна Морди)
Оленди (пол. Olędy) — село в Польщі, у гміні Морди Седлецького повіту Мазовецького воєводства.
Населення — 75 осіб (2011).
У 1975-1998 роках село належало до Седлецького воєводства.

## Демографія
Демографічна структура станом на 31 березня 2011 року:
|          | Загалом | Допрацездатний вік | Працездатний вік | Постпрацездатний вік |
| -------- | ------- | ------------------ | ---------------- | -------------------- |
| Чоловіки | 40      | 9                  | 21               | 10                   |
| Жінки    | 35      | 8                  | 17               | 10                   |
| Разом    | 75      | 17                 | 38               | 20                   |